# Hussain Shareef
Hussain Shareef (ar. حسين شريف) – kuwejcki judoka. Olimpijczyk z Los Angeles 1984, gdzie zajął osiemnaste miejsce w wadze średniej.

## Letnie Igrzyska Olimpijskie 1984
| Konkurencja | Eliminacje            | Klas. końcowa |
| Konkurencja | Przeciwnik I          | Miejsce       |
| ----------- | --------------------- | ------------- |
| 86 kg       | Eduardo Novoa (CHL) P | 18.           |